# Tyndall Air Force Base

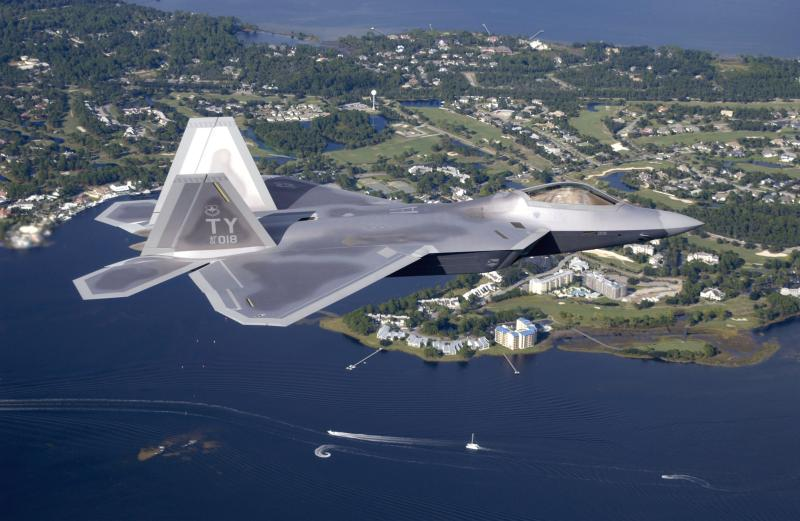
Un Lockheed Martin F-22 Raptor volant au-dessus de la Tyndall Air Force Base.

La Tyndall Air Force Base est une base aérienne de la United States Air Force (USAF) située près de Panama City, en Floride.

## Historique
La base est inaugurée le 13 janvier 1941 sous le nom de Tyndall Field en tant qu'école de tir.
L’ouragan Michael en octobre 2018 inonde la base aérienne, les dégâts sont estimés à plus de 5 milliards de dollars.

## Démographie
| 1970  | 1980  | 1990  | 2000  | 2010  | - |
| ----- | ----- | ----- | ----- | ----- | - |
| 4 248 | 4 542 | 4 318 | 2 757 | 2 994 | - |